# Nora landsfiskalsdistrikt
Nora landsfiskalsdistrikt var 1918–1964 ett landsfiskalsdistrikt i Örebro län, bildat när Sveriges indelning i landsfiskalsdistrikt trädde i kraft den 1 januari 1918, enligt beslut den 7 september 1917. Den 1 januari 1965 avskaffades i Sverige samtliga landsfiskaler och landsfiskalsdistrikt, och deras arbetsuppgifter delades upp på de nyskapade indelningarna polisdistrikt, åklagardistrikt och kronofogdedistrikt.
Landsfiskalsdistriktet låg under länsstyrelsen i Örebro län.

## Ingående områden
När Sveriges nya indelning i landsfiskalsdistrikt trädde i kraft den 1 oktober 1941 (enligt kungörelsen den 28 juni 1941) lämnades Nora landsfiskalsdistrikt opåverkat, men regeringen anförde i kungörelsen att den ville i framtiden besluta om Hjulsjö landskommuns överförande till Hällefors landsfiskalsdistrikt samt om Nora stads förenande med landsfiskalsdistriktet. Den 1 oktober 1944 (enligt beslut den 30 september 1944) förenades staden i polis- och åklagarhänseende men inte i utsökningshänseende, vilket staden fortsatte att sköta själv. När Sveriges nya indelning i landsfiskalsdistrikt trädde i kraft den 1 januari 1952 (enligt kungörelsen 1 juni 1951) ändrades distriktets omfattning. Den 1 april 1958 (enligt beslut den 14 mars 1958) upphörde stadsfogdetjänsten i Nora stad, och staden förenades i alla delar med landsfiskalsdistriktet.

### Från 1918
Nora och Hjulsjö bergslag:
- Hjulsjö landskommun
- Järnboås landskommun
- Nora landskommun
- Vikers landskommun

### Från 1 oktober 1944
- Nora stad (förutom i utsökningshänseende, som staden skötte själv)[4]

Nora och Hjulsjö bergslag:
- Hjulsjö landskommun
- Järnboås landskommun
- Nora landskommun
- Vikers landskommun

### Från 1 januari 1952
- Nora stad (endast i polis- och åklagarhänseende; staden skötte själv utsökningsväsendet)[5][8]
- Noraskogs landskommun

### Från 1 april 1958
- Nora stad
- Noraskogs landskommun